# Бербеков, Хатута Мутович
Хату́та Му́тович Бербе́ков (кабард.-черк. Бэрбэч Мутӏэ и къуэ Хьэтӏутӏэ; 1916—1965) — доктор исторических наук, профессор. Основатель и первый ректор Кабардино-Балкарского государственного университета, который ныне носит его имя.

## Биография
Родился 25 февраля 1916 года в селе Догужоково (ныне Аушигер) Нальчикского округа Терской области Российской империи.
В 1931 году окончил сельскую школу, после чего был направлен на учебу в город Новочеркасск. После её окончания с 1932 года продолжил своё образование в педагогическом техникуме города Нальчик.
В 1936 году дирекция Нальчикского педтехникума направил Бербекова в Ленинградский политико-просветительский институт им. Н. К. Крупской за отличную учёбу и активную общественную работу. После завершения которого, в середине 1940 года поступил в Высшую партийную школу при ЦК ВКП(б), которую успешно окончил в 1942 году. Во время учёбы в Высшей партийной школе, участвовал в боях при обороне Москвы.
После начала оккупации Кабардино-Балкарской АССР, командовал партизанским отрядом, располагавшимся в лесах выше Нальчика.
С 1 апреля 1952 по 1 сентября 1954 года учился в аспирантуре Института истории АН СССР.
В 1963 году защитил докторскую диссертацию. Решением ВАК СССР ему была присуждена ученая степень доктора исторических наук. Тогда же был избран членом Учёного совета Института истории Академии наук СССР.
Умер в ноябре 1965 года в Москве, в Институте скорой помощи им. Склифосовского. Причиной смерти был назван анафилактический шок от укола анестетика, сделанного в стоматологической клинике.

## Деятельность
С июля по сентябрь 1942 года, одновременно работал директором и преподавателем партийной школы областного комитета партии. В период временной оккупацией территории республики, по решению директивных органов был направлен на работу в Грузию. С октября 1942 года по февраль 1943 года работал лектором Ткварчельского и Тбилисского городского комитетов партии.
После освобождения территории Кабардино-Балкарии от немецких захватчиков, с февраля по август 1944 года занимал должность второго секретаря Нальчикского городского комитета партии.
В феврале 1945 года был назначен председателем республиканского радиокомитета при Совете Министров республики. В 1948 году Областная партийная организация, учитывая успешную партийно-государственную деятельность, назначила его заведующим организационно-инструкторского отдела обкома, а впоследствии заведующим административным отделом.
В октябре 1950 года был избран секретарем областного комитета партии.
В 1957 году при содействии Бербекова и областного Совета Министров, Кабардино-Балкарский государственный педагогический институт был преобразован в Кабардино-Балкарский Государственный университет, первым ректором которого был назначен Хатута Бербеков.

## Семья
Родители — Мута Беребеков и Хута Бербекова (в девичестве Карданова).
Был женат на Антонине Васильевне Грудциной, с которой познакомился в партизанском отряде и в браке с которой родились три дочери — Тамара, Марина и Ирина.
После смерти Хатуты, Антонина Васильевна забрала дочерей и переехала в Москву. Ныне, Тамара профессор политологии и живет в Москве. Марина кандидат исторических наук и живет в Мексике. Ирина кандидат экономических наук и проживает в Греции.

## Память
Указом президента Кабардино-Балкарской Республики В. М. Кокова от 30 декабря 1996 года Кабардино-Балкарскому государственному университету было присвоено имя Бербекова Хатуты Мутовича.
В 2016 году в одном у скверов у главного корпуса КБГУ был установлен памятник, приуроченный к 100-летию со дня рождения первого ректора университета.
Имя Х. М. Бербекова носит одна из улиц села Аушигер.